# Xarif Hatata
Xarif Hatata (àrab: شريف حتاتة, Xarīf Ḥatāta) (Egipte, 13 de setembre de 1923 - Alemanya, 22 de maig de 2017) va ser un metge, escriptor i activista polític comunista egipci.

## Orígens
Hatata va néixer a Egipte el 13 de setembre de 1923 de pare egipci, Fathallah Hetata Pasha, i de mare anglesa. El seu pare era un terratinent feudal amb educació occidental i la seva família era de classe mitjana alta. A Hatata, que es va criar al seu poble natal a la regió del Delta del Nil, se li va ensenyar poc sobre agricultura, el sector del qual depenia la seva família per obtenir ingressos. Als seus 20 anys, es va consternar per les condicions d'empobriment en què vivia el fellahin que treballava les terres del seu pare i va expressar el ressentiment perquè era «hereu del feudalisme i un dels seus fills».

## Activisme
En els anys immediatament posteriors a la Segona Guerra Mundial, va ser convidat i acceptat per unir-se a l'organització comunista egípcia Iskra, fundada el 1942 per Hillel Schwartz. Hatata va argumentar la seva adhesió en el fet que el moviment d'esquerra a Egipte, en general, era «progressista, obert,... no era tradicional ni fanàtic», mentre que altres moviments ideològics semblaven basats en un «patriotisme emocional». El 1947, Iskra es va fusionar amb el Moviment Democràtic per l'Alliberament Nacional (MDAN). El 1948, durant una onada repressiva anticomunista, va ser arrestat per les autoritats monàrquiques.
Va ser alliberat després que, el juliol de 1952, la monarquia fos enderrocada per un grup d'oficials revolucionaris. Després d'aquesta revolució esdevingué membre del consell de redacció del diari Veu dels Camperols. Quan dos dels seus companys del MDAN van escapar de la detenció, es van amagar temporalment a casa seva. En aquell moment, Hatata estava sota vigilància policial i en saber-ho, els tres van marxar cap a casa d'un altre company de partit alliberat. Tanmateix, van ser localitzats i detinguts.
Hatata i desenes d'altres comunistes van ser novament alliberats durant la presidència de Gamal Abdel Nasser l'abril de 1964. Després del seu alliberament, es trobava entre alguns dels exmembres del DMAN que creien que els comunistes egipcis podien unir-se a la Unió Àrab Socialista (UAS) de Nasser, l'únic partit oficial del país, després de veure'l com un moviment progressista i socialista. En aquell moment, Nasser va ser crític amb l'UAS i va al·legar que no era un mentor de la «democràcia socialista» a Egipte. El desembre de 1964, la direcció de l'UAS es va reorganitzar amb l'establiment d'un secretariat general de setze membres, dels quals sis eren comunistes originals, inclòs Hatata. Va morir el 22 de maig de 2017 en un hospital d'Alemanya, als noranta-tres anys.
Alguns dels llibres que va escriure són l'autobiografia The Open Windows, en la qual explica les seves lluites dins del moviment d'esquerra egipci, i les novel·les The Eye with an Iron Lid (1982) i The Net (1986).

## Família
Entre 1964 i 2010 va estar casat amb la destacada escriptora feminista egípcia Nawal El Saadawi. Vivien al Caire, però van construir una petita casa al poble natal d'Hatata on viatjaven diverses vegades l'any. La parella va tenir un fill, Atef, que va ser director de cinema a Egipte. Des de 2006 fins a la seva mort, Hatata va estar casat amb l'escriptora i crítica de cinema egípcia Amal Elgamal (أمـــل الجمل, Amal al-Jamal).